# Allium runyonii
Allium runyonii — вид трав'янистих рослин родини амарилісові (Amaryllidaceae), ендемік південного Техасу, США й північно-східної Мексики.

## Опис
Цибулин 1–3, яйцеподібні, 1.2–2 × 1.2–2 см; зовнішні оболонки містять 1 або більше цибулин, коричневі, сітчасті; внутрішні оболонки білуваті. Листки зелені в період цвітіння, стійкі, 3–6; листові пластини плоскі, жолобчасті, 10–40 см × 1–4 мм, краї цілі. Стеблини стійкі, часто 2 або більше послідовно виробляються з однієї цибулини, прямостійні, ± циліндричні, 10–45 см × 1–4 мм. Зонтик стійкий, прямостійний, нещільний, 10–25-квітковий, півсферично-кулястий, цибулинки невідомі. Квіти урноподібні, 5–7 мм; листочки оцвітини прямостійні, білі з рожевими серединними жилками, ланцетоподібні, ± рівні, краї цілі, верхівки тупі або виїмчасті до гострих. Пиляки жовті; пилок жовтий. Насіннєвий покрив блискучий. 2n = 14.
Період цвітіння: березень — квітень.

## Поширення
Ендемік південного Техасу, США й північно-східної Мексики.
Населяє піщані ґрунти, рівнини Ріо-Гранде; 10–200 м.